# Калиновка (Солонянский район)
Калиновка (укр. Калинівка) — село,
Войськовой сельский совет,
Солонянский район,
Днепропетровская область,
Украина.
Код КОАТУУ — 1225081904. Население по переписи 2001 года составляло 506 человек .

## Географическое положение
Село Калиновка находится в 4-х км от правого берега реки Днепр,
на расстоянии в 1 км от сёл Гроза и Петро-Свистуново.

## Экономика
- ООО «АгроМайстер».[источник не указан 1300 дней]

## Объекты социальной сферы
- Школа I-II ст.[источник не указан 1300 дней]
- Детский сад.[источник не указан 1300 дней]
- Фельдшерско-акушерский пункт.[источник не указан 1300 дней]
- Дом культуры.[источник не указан 1300 дней]
- Отделение Ощадбанка.[источник не указан 1300 дней]
- Отделение Новой почты[источник не указан 1300 дней]